# Primo applauso (film)
Primo applauso è un film italiano del 1957 diretto da Pino Mercanti.

## Trama
Aldo è un barista con la passione per il canto e un grande sogno: quello di diventare un giorno un cantante professionista. Per questo, prende lezioni da Yvonne, la padrona di casa, un'ex-cantante.
La grande occasione arriva quando la Rai bandisce un concorso per voci nuove, invitate a partecipare ad un programma radiofonico dal titolo Primo applauso.